# Katarzyna Bovery
Katarzyna Bovery, właśc. Krystyna Frost  (ur. 1938 w Hajdukach) – polska piosenkarka popularna w latach 60. XX w.

## Życiorys
Swoje pierwsze kroki na estradzie Katarzyna Bovery stawiała w Domu Kultury w Chorzowie Batorym. Stamtąd zapewne trafiła do katowickiej rozgłośni radiowej, biorąc udział (jako Anielcia) w cyklicznej audycji „Czeladka Radiowa”. W 1960 w Barbórkowym koncercie, odbywającym się w katowickiej Hali Parkowej, po raz pierwszy Katarzyna Bovery występowała publicznie ze znaną orkiestrą Waldemara Kazaneckiego. Było to po odejściu jednej z dotychczasowych solistek orkiestry – Lidii Czarskiej.
Cieszący się powodzeniem wokaliści występowali często w towarzystwie różnych zespołów. W 1961 Katarzyna Bovery była gwiazdą na koncertach orkiestry Zygmunta Wicharego. To właśnie z jego zespołem dokonała swoich pierwszych nagrań radiowych (ale jeszcze w 1962 Kazanecki i jego żona, Anna Jakowska, napisali dla Bovery piosenkę „Na nieśmiałość nie ma rady”). Wiosną i latem 1961 Wichary podróżował z zespołem, prezentując program „Nie tylko w karnawale”: w marcu grali w hali widowiskowej Stoczni Gdańskiej, 23 czerwca właśnie artystów Wicharego wybrano na otwarcie Teatru Letniego w Sopocie.
W 1962 Katarzyna Bovery wzięła udział w II Festiwalu Piosenki w Sopocie, wykonując w Dniu Polskim piosenkę „Nie chcę być sama”. W 1963 wystąpiła na obu polskich festiwalach: pierwszym Festiwalu Piosenki Polskiej w Opolu, gdzie doceniono jej talent i przyznano wyróżnienie oraz na Międzynarodowym Festiwalu Piosenki w Sopocie, gdzie przyznano jej III miejsce (ex aequo z Reginą Pisarek). To właśnie Bovery była pierwszą wykonawczynią popularnej potem piosenki: „Daj mi zachować wspomnienia”. W Sopocie wykonywała też utwór, który zaśpiewała wkrótce na planie filmu Zbrodniarz i panna (1963, reż. Janusz Nasfeter) – była to piosenka „Dobra jest noc”. Głos Katarzyny Bovery słychać także w filmie Spotkanie ze szpiegiem (1964).
W 1964 w dalszym ciągu występowała z zespołem Zygmunta Wicharego. W lutym 1964 wyjechała na koncerty do Leningradu (razem z Danutą Rinn, Wiesławą Drojecką). Wykorzystał ten fakt Eddi Rosner, którego orkiestrze nie pozwalano wyjeżdżać za granicę, i doprowadził do zarejestrowania studyjnych nagrań Katarzyny Bovery z jego orkiestrą. Nagrania te znalazły się na albumie wydanym przez moskiewską Fabrykę Aprelewską (гoст 5289-61 33д-14804). Na stronie B śpiewa Bovery, na pierwszej Larissa Mondrus z Rygi.
Bovery była często porównywana do włoskiej piosenkarki Milvy, ze względu na dźwięczny, mocny głos i repertuar, w którym było wiele piosenek włoskich. W swoim repertuarze miała też Bovery piosenki francuskie, hiszpańskie i angielskie. Do najbardziej znanych nagrań Bovery należało „Ave Maria no morro” oraz takie przeboje jak „Dzieci Pireusu” czy „Milord”.
W 1966 Katarzyna Bovery wzięła udział w festiwalu w Agrigento na Sycylii. Za wykonanie piosenki „Do ciebie mamo” („De te mamma”) przyznano jej drugą nagrodę.
W 1966, podczas wyjazdu do Stanów Zjednoczonych z programem estradowym „The Polish Stars Parade” Bovery poznała w Chicago mężczyznę, za którego wkrótce wyszła za mąż. Pod koniec 1966 Pagart wysłał Katarzynę Bovery oraz m.in. Janusza Gniatkowskiego i Bolesława Gromnickiego do ZSRR, na tournée, które trwało niemal pół roku. W 1967 roku Bovery otrzymała trzecią nagrodę (Grand Prix nie przyznano) na festiwalu Złoty Orfeusz, który odbywał się w bułgarskim kurorcie Słoneczny Brzeg. Jeszcze w 1970 brała udział w V Międzynarodowym Festiwalu Piosenki w Sopocie, reprezentując Polskie Nagrania w koncercie Na płytach całego świata.
Wkrótce potem Katarzyna Bovery zrezygnowała z publicznych występów i kariery piosenkarki. Zamieszkała w Kanadzie, w Toronto.

## Dyskografia
albumy 10"
- Rendez-vous z Katarzyną Bovery Polskie Nagrania „Muza” L 0392
- Katarzyna Bovery Rytmy i nastroje PN Warszawa Pronit L 0419

albumy 12"
- Katarzyna Bovery (kompilacja) PN Pronit SX 1036 (1974)

minialbumy 7"
- Katarzyna Bovery / Jerzy Michotek split Polskie Nagrania Pronit N 0161 (1961)
- Katarzyna Bovery / Orkiestra Taneczna PR p/d Edwarda Czernego split Polskie Nagrania Pronit N 0179
- Katarzyna Bovery / Orkiestra Ryszarda Damrosza split PN Muza N 0180
- Katarzyna Bovery PN Pronit N 0265
- Katarzyna Bovery, Tadeusz Woźniakowski PN Warszawa Pronit N 0293

single
- Patricia / Milord Katarzyna Bovery i Zespół Jazzowy Zygmunta Wicharego; Pronit SP 52
- Il nostro concerto / You Are My World Katarzyna Bovery i zespół Czarne Koty; PN Pronit SP 135

CD
- Daj mi zachować wspomnienia kompilacja CD Polskie Nagrania Muza PNCD 386 (1997)
- 40 piosenek Katarzyny Bovery kompilacja 2 CD PN Muza PNCD 1414 A/B
- Katarzyna Bovery kompilacja Teddy Records CD Digipack EAN 5903111180485 (2014)

składanki (różni wykonawcy)
- LP 10" Ulubieni piosenkarze (6) Polskie Nagrania Warszawa Pronit L 0364 (1961)
- LP 10" Coctail Party (4) PN Warszawa Pronit L 0383 (1962)
- LP 12" Daj mi zachować wspomnienia  PN Pronit XL 0206
- CD Zygmunt Wichary i jego soliści PN Muza PNCD 1299 (2012)